# Cisterna Volley 2024-2025
Questa voce raccoglie le informazioni riguardanti il Cisterna Volley nelle competizioni ufficiali della stagione 2024-2025.

## Stagione
Il Cisterna Volley partecipa per la seconda volta alla Superlega: chiude la regular season di campionato all'ottavo posto in classifica, accedendo ai play-off scudetto: sconfitto nella serie dei quarti di finale dalla Trentino, gioca i play-off 5º posto, non andando oltre la fase a gironi, classificandosi al quinto posto.
A seguito del settimo posto in classifica al termine del girone di andata di campionato, si qualifica per la Coppa Italia: esce nei quarti di finale perdendo contro la Trentino.

## Organigramma societario
Area direttiva
- Presidente: Luigi Iazzetta
- Presidente onorario: Massimiliano Marini
- Amministratore unico: Cristina Cruciani
- Consigliere: Paolo Cruciani, Noemi D'Andrea, Gianluca Donadel, Marco Sciscione
- Direttore sportivo: Candido Grande
- Team manager: Danilo Cirelli
- Dirigente: Mirco Bonifazi, Emanuel De Angelis, Alessio Perciballi, Andrea Perciballi, Claudio Zaottini
- Responsabile logistica: Ilario Corbucci, Fabio Pirazzi
- Court manager: Danilo Cirelli

Area tecnica
- Allenatore: Guillermo Falasca
- Allenatore in seconda: Roberto Cocconi
- Assistente allenatore: Elio Tommasino
- Scout man: Maurizio Cibba
- Responsabile settore giovanile: Francesco Ronsini

Area comunicazione
- Responsabile comunicazione: Juriy Villanova
- Ufficio stampa: Laerte Salvini
- Fotografo: Paola Libralato

Area marketing
- Responsabile marketing: Juriy Villanova

Area sanitaria
- Medico: Amedeo Verri, Roberto Zaralli
- Preparatore atletico: Andrea Bianchetti
- Fisioterapista: Aniello Colantuono
- Ortopedico: Gianluca Martini
- Cardiologo: Giorgio Greci
- Osteopata: Michele Freda
- Podologo: Alessandro Russo, Chiara Russo
- Radiologo: Francesco Sciuto
- Nutrizionista: Salvatore Battisti

## Rosa
| N° | Nome                   | Ruolo | Data di nascita  | Nazionalità sportiva |
| -- | ---------------------- | ----- | ---------------- | -------------------- |
| 3  | Alessandro Fanizza     | P     | 11 dicembre 2004 | Italia               |
| 4  | Alessandro Finauri     | L     | 5 maggio 2004    | Italia               |
| 7  | Jordi Ramón            | S     | 9 luglio 1999    | Spagna               |
| 8  | Domenico Pace          | L     | 2 agosto 2000    | Italia               |
| 9  | Yūga Tarumi            | S     | 2 novembre 2000  | Giappone             |
| 10 | Jacopo Tosti           | C     | 1º gennaio 2008  | Italia               |
| 11 | Théo Faure             | O     | 12 ottobre 1999  | Francia              |
| 12 | Enrico Diamantini      | C     | 4 aprile 1993    | Italia               |
| 14 | Michael Czerwiński     | O     | 7 settembre 2003 | Austria              |
| 17 | Michele Baranowicz     | P     | 5 agosto 1989    | Italia               |
| 18 | Daniele Mazzone        | C     | 4 giugno 1992    | Italia               |
| 19 | Willner Rivas          | S     | 2 aprile 1995    | Venezuela            |
| 20 | Efe Bayram             | S     | 1º marzo 2002    | Turchia              |
| 29 | Aleksandar Nedeljković | C     | 27 ottobre 1997  | Serbia               |

## Mercato
| Acquisti | Acquisti           | Acquisti           | Acquisti   |
| R.       | Nome               | da                 | Modalità   |
| -------- | ------------------ | ------------------ | ---------- |
| C        | Enrico Diamantini  | Lube               | definitivo |
| P        | Alessandro Fanizza | New Mater          | definitivo |
| L        | Domenico Pace      | Trentino           | definitivo |
| S        | Willner Rivas      | Al-Qadisiya        | definitivo |
| S        | Yūga Tarumi        | Panasonic Panthers | definitivo |

| Cessioni | Cessioni              | Cessioni           | Cessioni   |
| R.       | Nome                  | a                  | Modalità   |
| -------- | --------------------- | ------------------ | ---------- |
| L        | Saverio De Santis     | SportSpecialist    | definitivo |
| P        | Lorenzo Giani         | Alessano           | definitivo |
| S        | Pavle Perić           | Skra Bełchatów     | definitivo |
| L        | Alessandro Piccinelli | Sir Safety Perugia | definitivo |
| C        | Andrea Rossi          | Emma Villas        | definitivo |

## Risultati

### Superlega

#### Girone di andata
| 1ª giornata - 29 settembre 2024 Palazzetto dello Sport, Cisterna di Latina | Cisterna           | 1 - 3 | Trentino       | 25-22, 23-25, 25-27, 16-25        |
| 2ª giornata - 6 ottobre 2024 PalaOlimpia, Verona                           | Verona             | 3 - 2 | Cisterna       | 20-25, 25-18, 21-25, 25-14, 15-13 |
| 3ª giornata - 13 ottobre 2024 Palazzetto dello Sport, Cisterna di Latina   | Cisterna           | 1 - 3 | You Energy     | 22-25, 25-19, 20-25, 23-25        |
| 4ª giornata - 20 ottobre 2024 PalaEvangelisti, Perugia                     | Sir Safety Perugia | 3 - 1 | Cisterna       | 19-25, 25-15, 25-16, 25-18        |
| 5ª giornata - 27 ottobre 2024 PalaCivitanova, Civitanova Marche            | Lube               | 3 - 0 | Cisterna       | 25-14, 25-19, 25-19               |
| 6ª giornata - 3 novembre 2024 Palazzetto dello Sport, Cisterna di Latina   | Cisterna           | 3 - 1 | Padova         | 25-21, 19-25, 25-23, 25-18        |
| 7ª giornata - 10 novembre 2024 PalaPanini, Modena                          | Modena             | 2 - 3 | Cisterna       | 28-26, 25-17, 20-25, 23-25, 11-15 |
| 8ª giornata - 16 novembre 2024 Palazzetto dello Sport, Cisterna di Latina  | Cisterna           | 3 - 0 | Prisma Taranto | 25-16, 26-24, 25-20               |
| 9ª giornata - 23 novembre 2024 Palasport, Porto San Giorgio                | M&G                | 1 - 3 | Cisterna       | 25-21, 23-25, 19-25, 17-25        |
| 10ª giornata - 7 novembre 2024 Palalido, Milano                            | Powervolley Milano | 3 - 1 | Cisterna       | 29-27, 27-29, 25-17, 28-26        |
| 11ª giornata - 8 dicembre 2024 Palazzetto dello Sport, Cisterna di Latina  | Cisterna           | 3 - 1 | Milano         | 25-20, 21-25, 25-21, 30-28        |

#### Girone di ritorno
| 12ª giornata - 19 febbraio 2025 PalaTrento, Trento                         | Trentino       | 3 - 0 | Cisterna           | 25-17, 25-15, 25-19               |
| 13ª giornata - 21 dicembre 2024 Palazzetto dello Sport, Cisterna di Latina | Cisterna       | 0 - 3 | Verona             | 23-25, 18-25, 23-25               |
| 14ª giornata - 26 dicembre 2024 PalaBanca, Piacenza                        | You Energy     | 3 - 1 | Cisterna           | 25-21, 22-25, 25-23, 27-25        |
| 15ª giornata - 5 gennaio 2025 Palazzetto dello Sport, Cisterna di Latina   | Cisterna       | 0 - 3 | Sir Safety Perugia | 11-25, 20-25, 23-25               |
| 16ª giornata - 12 gennaio 2025 Palazzetto dello Sport, Cisterna di Latina  | Cisterna       | 0 - 3 | Lube               | 23-25, 20-25, 17-25               |
| 17ª giornata - 18 gennaio 2025 PalaSanLazzaro, Padova                      | Padova         | 2 - 3 | Cisterna           | 25-21, 22-25, 17-25, 25-17, 8-15  |
| 18ª giornata - 2 febbraio 2025 Palazzetto dello Sport, Cisterna di Latina  | Cisterna       | 3 - 2 | Modena             | 25-22, 13-25, 25-22, 23-25, 15-12 |
| 19ª giornata - 9 febbraio 2025 PalaMazzola, Taranto                        | Prisma Taranto | 2 - 3 | Cisterna           | 25-23, 23-25, 23-25, 25-22, 11-15 |
| 20ª giornata - 15 febbraio 2025 Palazzetto dello Sport, Cisterna di Latina | Cisterna       | 3 - 2 | M&G                | 25-23, 21-25, 25-16, 26-28, 15-10 |
| 21ª giornata - 22 febbraio 2025 Palazzetto dello Sport, Cisterna di Latina | Cisterna       | 1 - 3 | Powervolley Milano | 22-25, 23-25, 25-20, 23-25        |
| 22ª giornata - 2 marzo 2025 Arena di Monza, Monza                          | Milano         | 3 - 2 | Cisterna           | 25-27, 25-19, 26-28, 26-24, 17-15 |

#### Play-off scudetto
| Quarti di finale (gara 1) - 8 marzo 2025 PalaTrento, Trento                          | Trentino | 3 - 0 | Cisterna | 25-23, 25-19, 25-14        |
| Quarti di finale (gara 2) - 16 marzo 2025 Palazzetto dello Sport, Cisterna di Latina | Cisterna | 3 - 1 | Trentino | 25-21, 27-25, 19-25, 26-24 |
| Quarti di finale (gara 3) - 23 marzo 2025 PalaTrento, Trento                         | Trentino | 3 - 1 | Cisterna | 25-17, 25-16, 23-25, 25-21 |
| Quarti di finale (gara 4) - 26 marzo 2025 Palazzetto dello Sport                     | Cisterna | 1 - 3 | Trentino | 25-17, 20-25, 14-25, 25-27 |

#### Play-off 5º posto
| 1ª giornata - 6 aprile 2025 Palazzetto dello Sport, Cisterna di Latina | Cisterna           | 3 - 0 | M&G      | 25-18, 25-12, 25-19               |
| 2ª giornata - aprile 2025 PalaOlimpia, Verona                          | Verona             | 3 - 0 | Cisterna | 25-15, 25-18, 25-22               |
| 3ª giornata - aprile 2025 PalaPanini, Modena                           | Modena             | 3 - 1 | Cisterna | 25-17, 25-20, 20-25, 27-25        |
| 4ª giornata - aprile 2025 Palazzetto dello Sport, Cisterna di Latina   | Cisterna           | 3 - 2 | Padova   | 31-29, 22-25, 25-21, 24-26, 15-12 |
| 5ª giornata - aprile 2025 Palalido, Milano                             | Powervolley Milano | 3 - 0 | Cisterna | 25-20, 28-26, 25-21               |

### Coppa Italia
| Quarti di finale - 29 dicembre 2024 PalaTrento, Trento | Trentino | 3 - 1 | Cisterna | 25-23, 25-19, 22-25, 25-15 |

## Statistiche

### Statistiche di squadra
| Competizione | Punti | In casa | In casa | In casa | In trasferta | In trasferta | In trasferta | Totale | Totale | Totale |
| Competizione | Punti | G       | V       | P       | G            | V            | P            | G      | V      | P      |
| ------------ | ----- | ------- | ------- | ------- | ------------ | ------------ | ------------ | ------ | ------ | ------ |
| Superlega    | 24/5  | 15      | 8       | 7       | 16           | 4            | 12           | 31     | 12     | 19     |
| Coppa Italia | -     | 0       | 0       | 0       | 1            | 0            | 1            | 1      | 0      | 1      |
| Totale       | -     | 15      | 8       | 7       | 17           | 4            | 13           | 32     | 12     | 20     |

G = partite giocate; V = partite vinte; P = partite perse

### Statistiche dei giocatori
| Giocatore      | Superlega | Superlega | Superlega | Superlega | Superlega | Coppa Italia | Coppa Italia | Coppa Italia | Coppa Italia | Coppa Italia | Totale | Totale | Totale | Totale | Totale |
| Giocatore      | P         | PT        | AV        | MV        | BV        | P            | PT           | AV           | MV           | BV           | P      | PT     | AV     | MV     | BV     |
| -------------- | --------- | --------- | --------- | --------- | --------- | ------------ | ------------ | ------------ | ------------ | ------------ | ------ | ------ | ------ | ------ | ------ |
| M. Baranowicz  | 27        | 46        | 7         | 16        | 23        | 0            | 0            | 0            | 0            | 0            | 27     | 46     | 7      | 16     | 23     |
| E. Bayram      | 31        | 299       | 247       | 18        | 34        | 1            | 11           | 9            | 1            | 1            | 32     | 310    | 256    | 19     | 35     |
| M. Czerwiński  | 11        | 23        | 22        | 0         | 1         | 0            | 0            | 0            | 0            | 0            | 11     | 23     | 22     | 0      | 1      |
| E. Diamantini  | 12        | 57        | 41        | 15        | 1         | 1            | 4            | 3            | 1            | 0            | 13     | 61     | 44     | 16     | 1      |
| A. Fanizza     | 18        | 5         | 0         | 2         | 3         | 1            | 0            | 0            | 0            | 0            | 19     | 5      | 0      | 2      | 3      |
| T. Faure       | 31        | 520       | 449       | 35        | 36        | 1            | 16           | 14           | 0            | 2            | 32     | 536    | 463    | 35     | 38     |
| A. Finauri     | 12        | 0         | 0         | 0         | 0         | 0            | 0            | 0            | 0            | 0            | 12     | 0      | 0      | 0      | 0      |
| D. Mazzone     | 24        | 156       | 99        | 46        | 11        | 0            | 0            | 0            | 0            | 0            | 24     | 156    | 99     | 46     | 11     |
| A. Nedeljković | 31        | 254       | 161       | 76        | 17        | 1            | 8            | 5            | 3            | 0            | 32     | 262    | 166    | 79     | 17     |
| D. Pace        | 30        | 0         | 0         | 0         | 0         | 1            | 0            | 0            | 0            | 0            | 31     | 0      | 0      | 0      | 0      |
| J. Ramón       | 29        | 342       | 286       | 31        | 25        | 1            | 17           | 15           | 0            | 2            | 30     | 359    | 301    | 31     | 27     |
| W. Rivas       | 17        | 44        | 38        | 3         | 3         | 0            | 0            | 0            | 0            | 0            | 17     | 44     | 38     | 3      | 3      |
| Y. Tarumi      | 17        | 84        | 69        | 9         | 6         | 0            | 0            | 0            | 0            | 0            | 17     | 84     | 69     | 9      | 6      |
| J. Tosti       | 1         | 2         | 1         | 0         | 1         | -            | -            | -            | -            | -            | 1      | 2      | 1      | 0      | 1      |

P = presenze; PT = punti totali; AV = attacchi vincenti; MV = muri vincenti; BV = battute vincenti